# Tuin
Tuin (macedónul: Туин, albánul Tuhini) település Észak-Macedóniában, a Délnyugati körzet Kicsevói járásában, 2013-ig az Oszlomeji járás része volt, ami teljes egészében beolvadt a Kicsevói járásba.

## Népesség
| Lakosok száma | 1276 | 1270 | 1307 | 1318 | 1346 | 39   | 1266 | 1476 | 784  |
|               | 1948 | 1953 | 1961 | 1971 | 1981 | 1991 | 1994 | 2002 | 2021 |

2002-ben 1476 lakosa volt, akik közül 1465 albán, 8 macedón és 3 egyéb.